# New Amsterdam (televíziós sorozat)
A New Amsterdam (New Amsterdam - Vészhelyzet New Yorkban) egy amerikai orvosi dráma sorozat, amely Eric Manheimer Twelve Patients: Life and Death at Bellevue Hospital című könyve alapján készült. 
Amerikai premierje 2018. szeptember 25-én az NBC, míg Magyarországon 2019. február 25-én a Viasat 3 mutatta be. 
Szereplői Ryan Eggold, Freema Agyeman, Janet Montgomery, Jocko Sims, Anupam Kher és Tyler Labine.

## Történet
Az Amerika legrégebbi közkórháza által inspirált új és igen különleges orvosi sorozat a briliáns elméjű és elbűvölő Dr. Max Goodwin, az intézet legújabb orvos igazgatójának történetét követi végig, amint megpróbálja lebontani a bürokráciát, és igyekszik magas színvonalú szolgáltatásokat nyújtani. De hogyan tudná ő ezt végigvinni? Nos, az orvosok és a személyzet számára ez a törekvés egyáltalán nem újdonság. Az ellentmondást nem tűrő Dr. Goodwin kénytelen teljesen felforgatni a jelenlegi állapotokat, és bebizonyítani, hogy semmi sem akadályozhatja meg abban, hogy új életet leheljen ebbe a munkaerőhiánnyal küszködő és nem sokra tartott kórházba, amely az egyetlen a világon, ahol képesek egyetlen helyen kezelni ebolás betegeket, a Rikers-szigetről származó rabokat és az Egyesült Államok elnökét, és visszaadja régi dicsőségét, amely miatt annak idején "felkerült a térképre".

## Szereplők

### Főszereplők
| Szereplő neve        | Színész          | Magyar hang (Viasat 3) | Magyar hang (SkyShowtime) | Leírás                                          |
| -------------------- | ---------------- | ---------------------- | ------------------------- | ----------------------------------------------- |
| Dr. Max Goodwin      | Ryan Eggold      | Horváth Illés          | Szatory Dávid             | A New Amsterdam Medical Center orvosigazgatója. |
| Dr. Helen Sharpe     | Freema Agyeman   | Csifó Dorina           | Gyöngy Zsuzsa             | Az onkológiai osztály vezetője                  |
| Dr. Lauren Bloom     | Janet Montgomery | Kisfalvi Krisztina     | Mentes Júlia              | A sürgősségi osztály vezetője.                  |
| Dr. Floyd Reynolds   | Jocko Sims       | Varga Rókus            | Varga Rókus               | A szív- és mellkassebészeti osztály vezetője    |
| Dr. Iggy Frome       | Tyler Labine     | Németh Gábor           | Seder Gábor               | Pszichiáter, a pszichiátriai osztály vezetője.  |
| Dr. Vijay Kapoor     | Anupam Kher      | Beratin Gábor          | Vida Péter                | A neurológiai osztály korábbi vezetője          |
| Dr. Elizabeth Wilder | Sandra Mae Frank | Nem beszél             | Nem beszél                | Siket sebész és a legújabb onkológiai főorvos.  |

### Mellékszereplők
| Szereplő neve         | Színész             | Magyar hang (Viasat 3) | Magyar hang (SkyShowtime) | Leírás                                                               |
| --------------------- | ------------------- | ---------------------- | ------------------------- | -------------------------------------------------------------------- |
| Casey Acosta          | Alejandro Hernandez | Hám Bertalan           | N/A                       | A sürgősségi osztály vezető ápolója.                                 |
| Karen Brantley        | Debra Monk          | Szórádi Erika          | N/A                       | Az igazgatótanács elnöke                                             |
| Dr. Agnes Kao         | Christine Chang     | Czető Zsanett          | Lamboni Anna              | A neurológiai osztály vezetője, aki Dr. Vijay Kapoor helyére lépett. |
| Gladys Miller         | Megan Byrne         | Csizmadia Gabi         | N/A                       | Dr. Frome titkárnője.                                                |
| Kai Brunstetter       | Em Grosland         | Gulás Fanni            | N/A                       | A sürgősségi osztály nővére.                                         |
| Dr. Martin McIntyre   | Mike Doyle          | Albert Gábor           | N/A                       | Dr. Frome férje, aki házi terapeutaként dolgozik.                    |
| Dr. Mark Walsh        | Matthew Jeffers     | Albert Gábor           | N/A                       | A sürgősségi osztály rezidensei                                      |
| Mariana               | Emma Ramos          | Bérces Gabriella       | N/A                       | A sürgősségi osztály rezidensei                                      |
| Dr. Yasmin Turan      | Olivia Khoshatefeh  | F. Nagy Eszter         | N/A                       | A sürgősségi osztály rezidensei                                      |
| Dr. Diana Flores      | Keren Lugo          | F. Nagy Eszter         | N/A                       | Szív- és mellkassebész szakorvos.                                    |
| Kerry Whitaker        | Stacey Raymond      | Rigler Renáta          | N/A                       | Mentős.                                                              |
| Evie Garrison         | Margot Bingham      | Pap Katalin            | N/A                       | A jogi osztály társigazgatója.                                       |
| Dr. Linda "Lyn" Malvo | Frances Turner      | Törtei Tünde           | N/A                       | A szülészet-nőgyógyászati osztály vezetője.                          |
| Dora                  | Zabryna Guevara     | Bognár Gyöngyvér       | Kocsis Mariann            | Dr. Goodwin asszisztense.                                            |
| Georgia Goodwin       | Lisa O'Hare         | Solecki Janka          | Kelemen Kata              | Dr. Goodwin felesége.                                                |

## Évados áttekintés
| Évad | Évad | Részek száma | Részek száma | Eredeti sugárzás     | Eredeti sugárzás  | Eredeti adó | Magyar sugárzás   | Magyar sugárzás      | Magyar adó |
| Évad | Évad | Részek száma | Részek száma | Évadbemutató         | Évadzáró          | Eredeti adó | Évadbemutató      | Évadzáró             | Magyar adó |
| ---- | ---- | ------------ | ------------ | -------------------- | ----------------- | ----------- | ----------------- | -------------------- | ---------- |
|      | 1.   | 22           | 22           | 2018. szeptember 25. | 2019. május 14.   | NBC         | 2019. február 25. | 2019. június 24.     | Viasat 3   |
|      | 2.   | 18           | 18           | 2019. szeptember 24. | 2020. április 14. | NBC         | 2020. március 19. | 2020. szeptember 23. | AXN        |
|      | 3.   | 14           | 14           | 2021. március 2.     | 2021. június 8.   | NBC         | 2021. május 20.   | 2021. július 1.      | AXN        |
|      | 4.   | 22           | 22           | 2021. szeptember 21. | 2022. május 24.   | NBC         | 2023. május 18.   | 2023. június 19.     | Cool TV    |
|      | 5.   | 13           | 13           | 2022. szeptember 20. | 2023. január 17.  | NBC         | 2024. június 13.  | 2024. július 1.      | Cool TV    |